# Estación de Las Matas-Clasificación
Las Matas-Clasificación es una terminal logística ferroviaria situada en el municipio español de Las Rozas de Madrid, en la Comunidad de Madrid. Las instalaciones, que pertenecen a la red de Adif, están dedicadas principalmente a funciones logísticas gracias a sus talleres y su amplia playa de vías.
En sus cercanías se encuentran la sede y los talleres de la empresa ferroviaria Talgo.

## Situación ferroviaria
La estación se encuentra en el punto kilométrico 22,3 de la línea férrea de ancho ibérico Las Matas-Pinar de las Rozas, a 733,37 metros de altitud. El tramo es de vía única electrificada y el trazado sigue el kilometraje de la línea Madrid-Hendaya. 

## Historia
La estación fue construida por la compañía «Norte» en 1919, estando situada a 29 km de Madrid. Se encontraba levantada en paralelo con la línea Madrid-Irún y conectada tanto con la estación del Norte como con las estaciones de mercancías de Peñuelas y Imperial, todas ellas propiedad de la compañía «Norte». Durante el transcurso de la Guerra Civil las fuerzas republicanas llegaron a desmontar y reutilizar los raíles de la playa de vías para la construcción del llamado «ferrocarril de los cuarenta días», el cual sería usado con fines militares. En 1941, con la nacionalización de la totalidad de la red ferroviaria española de ancho ibérico, la estación pasó a manos de RENFE. Desde el 1 de enero de 2005 Renfe Operadora explota la línea mientras que Adif es la titular de las instalaciones ferroviarias.